# Martijn Claes
Martijn Claes (Neerpelt, 19 mei 1989) is een Vlaams acteur. 
Hij speelde mee in verschillende musicalproducties (o.a. Soldaat van Oranje, 40-45, Daens, 14-18) en leende zijn stem aan een aantal tekenfilmfiguren (o.a. Bob in de Puppy Vriendjes en Bobbi in Deer Squad). Hij sprak de Vlaamse stem in van Taka in Mufasa: The Lion King.
Sinds 2021 schrijft hij samen met Michiel De Meyer nieuwe Nederlandstalige muziek als Bruurs. Op 19 april 2021 kwam hun eerste single 'Over het muurke van ons moeder' uit. Later dat jaar verscheen 'Eb en vloed'. In 2022 verscheen 'Tindernet' een nummer samen geschreven met Jérémie Vrielynck die ook de productie voor zijn rekening nam.